# Torino Calcio 2004-2005
Questa voce raccoglie le informazioni riguardanti il Torino Calcio nelle competizioni ufficiali della stagione 2004-2005.

## Stagione
Nella stagione 2004-2005 il Torino disputa il campionato di Serie B, con 74 punti si piazza in terza posizione dietro al Genoa ed all'Empoli, per la prima volta si disputano i playoff nel campionato cadetto, il Torino li vince superando l'Ascoli in semifinale ed il Perugia in finale, ottenendo così sul campo la promozione in Serie A, con la nuova formula del torneo. Tuttavia, a causa del dissesto economico-finanziario dovuto alla gestione Cimminelli, la società non è riuscita ad iscriversi al campionato di massima serie. Una nuova società, la Società Civile Campo Torino, aderì al Lodo Petrucci, garantendo la continuità della tradizione sportiva del Torino. Successivamente la nuova società è stata rilevata dal Torino FC, che ha potuto ripartire dalla Serie B nel campionato 2005-2006. Miglior realizzatore stagionale dei granata Massimo Marazzina con 20 reti, delle quali 14 in campionato, 2 nei playoff e 4 in Coppa Italia. Nella Coppa Italia il Torino disputa e vince il primo girone di qualificazione, eliminando Genoa, Empoli e Lumezzane, nel secondo turno elimina nel doppio confronto il Chievo, mentre negli ottavi di finale viene eliminato nel doppio confronto dalla Sampdoria.

## Divise e sponsor
Nel 2004-2005, il Torino ha avuto come sponsor tecnico Asics, mentre lo sponsor principale è stato Bavaria.
| Casa | Trasferta |

## Società
- Presidente:
  - Attilio Romero
- Vice presidente esecutivo,
Amministratore delegato:
  - Francesco Cimminelli
- Vice presidenti:
  - Simone Cimminelli
  - Umberto Rosa
- Segretaria:
  - Marco Minardi
  - Antonella Busso

- Addetto stampa:
  - Gabriele Chiuminatto
- Direttore generale:
  - Renato Zaccarelli
- Direttore sportivo:[6]
  - Roberto Cravero
(fino al 16/03/2005)
- Allenatore:[7][8]
  - Renato Zaccarelli
  - Ezio Rossi
(fino al 30/05/2005)

## Rosa
| N. |                      | Ruolo | Calciatore            |
| -- | -------------------- | ----- | --------------------- |
| 1  | Italia (bandiera)    | P     | Stefano Sorrentino    |
| 2  | Italia (bandiera)    | D     | Gianluca Comotto      |
| 3  | Romania (bandiera)   | C     | Paul Codrea           |
| 4  | Italia (bandiera)    | D     | Andrea Mantovani      |
| 5  | Italia (bandiera)    | D     | Luca Mezzano          |
| 6  | Belgio (bandiera)    | C     | Gaby Mudingayi        |
| 7  | Uruguay (bandiera)   | A     | Josè Franco           |
| 8  | Italia (bandiera)    | C     | Alessandro Conticchio |
| 9  | Italia (bandiera)    | A     | Fabio Quagliarella    |
| 10 | Brasile (bandiera)   | A     | Pinga                 |
| 11 | Italia (bandiera)    | A     | Massimo Marazzina     |
| 13 | Italia (bandiera)    | D     | Francesco Carbone     |
| 14 | Italia (bandiera)    | C     | Giammarco Frezza      |
| 15 | Italia (bandiera)    | C     | Diego De Ascentis     |
| 16 | Italia (bandiera)    | C     | Fabio Giordano        |
| 17 | Italia (bandiera)    | D     | Federico Balzaretti   |
| 18 | Brasile (bandiera)   | D     | Ronaldo Vanin         |
| 18 | Argentina (bandiera) | C     | Carlos Marinelli      |
| 19 | Italia (bandiera)    | C     | Simone Rizzato        |
| 19 | Italia (bandiera)    | A     | Salvatore Bruno       |

| N. |                    | Ruolo | Calciatore            |
| -- | ------------------ | ----- | --------------------- |
| 20 | Italia (bandiera)  | A     | Filippo Maniero       |
| 21 | Italia (bandiera)  | D     | Maurizio Peccarisi    |
| 22 | Italia (bandiera)  | P     | Federico Marchetti    |
| 23 | Italia (bandiera)  | D     | Simone Giacchetta     |
| 24 | Italia (bandiera)  | D     | Samuele Emiliano      |
| 24 | Italia (bandiera)  | A     | Daniele Martinetti    |
| 25 | Brasile (bandiera) | C     | Humberto Foguinho     |
| 26 | Italia (bandiera)  | D     | Stefano Bianciardi    |
| 27 | Italia (bandiera)  | C     | Mauro Colombo         |
| 28 | Italia (bandiera)  | C     | Tommaso Vailatti      |
| 29 | Italia (bandiera)  | C     | Marco Canavese        |
| 30 | Italia (bandiera)  | D     | Francesco Battaglia   |
| 31 | Italia (bandiera)  | P     | Alberto Maria Fontana |
| 32 | Italia (bandiera)  | A     | Vito Falconieri       |
| 33 | Italia (bandiera)  | P     | Paolo Corradino       |
| 34 | Italia (bandiera)  | A     | Liborio Bongiovanni   |
| 35 | Italia (bandiera)  | D     | Emanuele Pesaresi     |
| 46 | Italia (bandiera)  | P     | Gianluca Miolli       |
| 99 | Italia (bandiera)  | P     | Gianluca Berti        |

## Calciomercato

### Sessione estiva
| Acquisti | Acquisti                  | Acquisti   | Acquisti      |
| R.       | Nome                      | da         | Modalità      |
| -------- | ------------------------- | ---------- | ------------- |
| P        | Federico Marchetti        | Treviso    | fine prestito |
| D        | Stefano Bianciardi        | Cossatese  | fine prestito |
| D        | Francesco Carbone         | Chievo     | prestito      |
| D        | Gianluca Comotto          | Reggina    | fine prestito |
| D        | Simone Giacchetta         | Genoa      | definitivo    |
| D        | Fabio Giordano            | Vis Pesaro | fine prestito |
| D        | Andrea Mantovani          | Triestina  | fine prestito |
| D        | Claudio Patti Pochintesta | Gualdo     | fine prestito |
| D        | Maurizio Peccarisi        | Cesena     | definitivo    |
| D        | Ronaldo Vanin             | Benevento  | fine prestito |
| C        | Paul Codrea               | Palermo    | prestito      |
| C        | Giammarco Frezza          | Pescara    | fine prestito |
| C        | Abdullah Fusseini         | Gualdo     | fine prestito |
| C        | Humberto Foguinho         | Caxias     | prestito      |
| A        | Cristiano Lucarelli       | Livorno    | fine prestito |
| A        | Filippo Maniero           | Brescia    | definitivo    |
| A        | Massimo Marazzina         | Chievo     | definitivo    |
| A        | Daniele Martinetti        | Prato      | fine prestito |
| A        | Akeem Omolade             | Novara     | fine prestito |
| A        | Fabio Quagliarella        | Chieti     | fine prestito |

| Cessioni | Cessioni                  | Cessioni       | Cessioni       |
| R.       | Nome                      | a              | Modalità       |
| -------- | ------------------------- | -------------- | -------------- |
| D        | Cristian Adami            | Vicenza        | fine prestito  |
| D        | Samuele Emiliano          | Fidelis Andria | prestito       |
| D        | Mariano Fernández         | Real Murcia    | definitivo     |
| D        | Fabio Galante             | Livorno        | definitivo     |
| D        | Davide Mandelli           | Chievo         | definitivo     |
| D        | Giovanni Marchese         | Treviso        | prestito       |
| D        | Daniele Martinelli        | Ternana        | prestito       |
| D        | Claudio Patti Pochintesta | Ivrea          | prestito       |
| D        | Abdelilah Saber           |                | fine carriera  |
| D        | Ronaldo Vanin             | Avellino       | prestito       |
| C        | Alessandro Campo          | Gualdo         | prestito       |
| C        | Diego Fuser               |                | fine contratto |
| C        | Giammarco Frezza          | Fidelis Andria | definitivo     |
| C        | Johan Walem               | Catania        | definitivo     |
| A        | Andrea Fabbrini           | Modena         | fine prestito  |
| A        | Marco Ferrante            | Catania        | definitivo     |
| A        | Cristiano Lucarelli       | Livorno        | definitivo     |
| A        | Gaetano Masucci           | Sassuolo       | definitivo     |
| A        | Yksel Osmanovski          | Malmö FF       | definitivo     |
| A        | Raffaele Rubino           | Siena          | fine prestito  |
| A        | Simone Tiribocchi         | Chievo         | definitivo     |

### Sessione invernale
| Acquisti | Acquisti          | Acquisti       | Acquisti      |
| R.       | Nome              | da             | Modalità      |
| -------- | ----------------- | -------------- | ------------- |
| P        | Gianluca Berti    | Parma          | definitivo    |
| D        | Samuele Emiliano  | Fidelis Andria | fine prestito |
| D        | Emanuele Pesaresi | Chievo         | prestito      |
| C        | Carlos Marinelli  | Racing Club    | definitivo    |
| A        | Salvatore Bruno   | Chievo         | prestito      |

| Cessioni | Cessioni           | Cessioni     | Cessioni   |
| R.       | Nome               | a            | Modalità   |
| -------- | ------------------ | ------------ | ---------- |
| P        | Federico Marchetti | Pro Vercelli | prestito   |
| D        | Samuele Emiliano   | Biellese     | prestito   |
| D        | Fabio Giordano     | Torres       | prestito   |
| C        | Abdullah Fusseini  | Gualdo       | definitivo |
| C        | Simone Rizzato     | Chievo       | prestito   |
| A        | Daniele Martinetti | Novara       | prestito   |
| A        | Akeem Omolade      | Biellese     | prestito   |

## Risultati

### Serie B

#### Girone di andata
| Arbitro: | Brighi (Cesena) |

|                                           |           |           |
| Marazzina 13’ Quagliarella 36’ Codrea 38’ | Marcatori | 81’ Cossu |

| Arbitro: | De Marco (Chiavari) |

|  |           |                                               |
|  | Marcatori | 2’ Marazzina 59’ De Ascentis 64’ Quagliarella |

| Arbitro: | Nucini (Bergamo) |

|                                |           |              |
| Quagliarella 63’ Marazzina 74’ | Marcatori | 59’ Lamouchi |

| Arbitro: | Pantana (Macerata) |

|  |           |                  |
|  | Marcatori | 71’ (rig.) Pinga |

| Arbitro: | De Santis (Tivoli) |

|                                     |           |              |
| Maniero 70’ Humberto Foguinho 90+2’ | Marcatori | 67’ Ferrante |

| Arbitro: | Rizzoli (Bologna) |

|                            |           |             |
| Gastaldello 56’ Guzman 81’ | Marcatori | 87’ Maniero |

| Arbitro: | Tagliavento (Terni) |

|  |           |          |
|  | Marcatori | 62’ Pepe |

| Salerno 15 ottobre 2004, ore 20:45 UTC+2 8ª giornata | Salernitana       | 0 – 0 referto | Torino | Stadio Arechi (6.198 spett.)\| Arbitro: \| Messina (Bergamo) \| |
| Arbitro:                                             | Messina (Bergamo) |               |        |                                                                 |

| Torino 23 ottobre 2004, ore 20:30 UTC+2 9ª giornata | Torino                      | 0 – 0 referto | Cesena | Stadio delle Alpi (9.561 spett.)\| Arbitro: \| Girardi (San Donà di Piave) \| |
| Arbitro:                                            | Girardi (San Donà di Piave) |               |        |                                                                               |

| Arbitro: | Pantana (Macerata) |

|  |           |                                  |
|  | Marcatori | 47’ Marazzina 90+2’ Quagliarella |

| Arbitro: | Dondarini (Finale Emilia) |

|                          |           |  |
| Tavano 3’, 51’ Buscè 88’ | Marcatori |  |

| Arbitro: | Trefoloni (Siena) |

|                                |           |  |
| Quagliarella 17’ Marazzina 84’ | Marcatori |  |

| Arbitro: | Paparesta (Bari) |

|           |           |                |
| Pinga 43’ | Marcatori | 90+1’ Landaida |

| Arbitro: | Collina (Viareggio) |

|             |           |                         |
| Schwoch 82’ | Marcatori | 37’ Marazzina 43’ Pinga |

| Arbitro: | Romeo (Verona) |

|  |           |                                   |
|  | Marcatori | 22’, 54’ Fabbrini 44’ (rig.) Ganz |

| Arezzo 3 dicembre 2004, ore 20:45 UTC+1 16ª giornata | Arezzo            | 0 – 0 referto | Torino | Stadio Comunale (6.481 spett.)\| Arbitro: \| Messina (Bergamo) \| |
| Arbitro:                                             | Messina (Bergamo) |               |        |                                                                   |

| Arbitro: | Romeo (Verona) |

|                                              |           |  |
| Mudingayi 22’ Pinga 67’ Marazzina 73’ (rig.) | Marcatori |  |

| Arbitro: | Stefanini (Prato) |

|  |           |               |
|  | Marcatori | 48’ Marazzina |

| Arbitro: | Castellani (Verona) |

|                           |           |           |
| Mantovani 44’ Comotto 63’ | Marcatori | 50’ Frick |

| Arbitro: | De Marco (Chiavari) |

|                         |           |              |
| Gori 58’ Possanzini 69’ | Marcatori | 8’ Marazzina |

| Arbitro: | Bergonzi (Genova) |

|                |           |                              |
| Balzaretti 33’ | Marcatori | 31’ Barreto 62’ (rig.) Gallo |

#### Girone di ritorno
| Arbitro: | Dondarini (Finale Emilia) |

|                       |           |  |
| Behrami 41’ Cossu 86’ | Marcatori |  |

| Arbitro: | Nucini (Bergamo) |

|                                |           |                     |
| Pinga 37’ (rig.), 90+1’ (rig.) | Marcatori | 11’ (rig.) Colacone |

| Genova 2 febbraio 2005, ore 20:30 UTC+1 24ª giornata | Genoa                | 0 – 0 referto | Torino | Stadio Luigi Ferraris (24.311 spett.)\| Arbitro: \| Gabriele (Frosinone) \| |
| Arbitro:                                             | Gabriele (Frosinone) |               |        |                                                                             |

| Arbitro: | Pieri (Lucca) |

|                    |           |  |
| Marazzina 67’, 68’ | Marcatori |  |

| Arbitro: | Ayroldi (Molfetta) |

|                |           |  |
| Manfredini 56’ | Marcatori |  |

| Arbitro: | Cruciani (Pesaro) |

|               |           |  |
| Conticchio 2’ | Marcatori |  |

| Arbitro: | Dattilo (Locri) |

|           |           |  |
| Ganci 83’ | Marcatori |  |

| Torino 6 marzo 2005, ore 15:00 UTC+1 29ª giornata | Torino                | 0 – 0 referto | Salernitana | Stadio delle Alpi (7.748 spett.)\| Arbitro: \| Squillace (Catanzaro) \| |
| Arbitro:                                          | Squillace (Catanzaro) |               |             |                                                                         |

| Arbitro: | Nucini (Bergamo) |

|                 |           |  |
| Ciaramitaro 72’ | Marcatori |  |

| Arbitro: | Morganti (Ascoli Piceno) |

|                                               |           |                |
| Maniero 1’ Marazzina 11’ Marinelli 18’ (rig.) | Marcatori | 90+2’ Antonini |

| Torino 9 aprile 2005, ore 20:30 UTC+2 32ª giornata | Torino             | 0 – 0 referto | Empoli | Stadio delle Alpi (12.840 spett.)\| Arbitro: \| De Santis (Tivoli) \| |
| Arbitro:                                           | De Santis (Tivoli) |               |        |                                                                       |

| Arbitro: | Racalbuto (Gallarate) |

|               |           |             |
| Di Loreto 66’ | Marcatori | 90+4’ Pinga |

| Arbitro: | Tombolini (Ancona) |

|  |           |                                |
|  | Marcatori | 22’ Marazzina 48’, 65’ Maniero |

| Arbitro: | Racalbuto (Gallarate) |

|                                      |           |              |
| Vitiello 11’ (aut.) Quagliarella 32’ | Marcatori | 43’ Gonzalez |

| Modena 30 aprile 2005, ore 20:30 UTC+2 36ª giornata | Modena         | 0 – 0 referto | Torino | Stadio Alberto Braglia (11.418 spett.)\| Arbitro: \| Palanca (Roma) \| |
| Arbitro:                                            | Palanca (Roma) |               |        |                                                                        |

| Arbitro: | Tagliavento (Terni) |

|               |           |  |
| Marazzina 31’ | Marcatori |  |

| Arbitro: | Rocchi (Firenze) |

|            |           |                    |
| Myrtaj 81’ | Marcatori | 25’ (rig.) Maniero |

| Arbitro: | Tagliavento (Terni) |

|                  |           |  |
| Pinga 73’ (rig.) | Marcatori |  |

| Arbitro: | Dondarini (Finale Emilia) |

|           |           |           |
| Frick 67’ | Marcatori | 60’ Bruno |

| Arbitro: | Giannoccaro (Lecce) |

|                                           |           |            |
| Quagliarella 16’ Conticchio 44’ Bruno 86’ | Marcatori | 1’ Rantier |

| Arbitro: | Tombolini (Ancona) |

|  |           |           |
|  | Marcatori | 49’ Bruno |

#### Play-off
| Arbitro: | Rodomonti (Teramo) |

|  |           |                  |
|  | Marcatori | 31’ Quagliarella |

| Arbitro: | Dondarini (Finale Emilia) |

|                         |           |              |
| Pinga 75’ Marazzina 82’ | Marcatori | 19’ Colacone |

| Arbitro: | Farina (Novi Ligure) |

|             |           |                              |
| Mascara 44’ | Marcatori | 21’ Balzaretti 55’ Marazzina |

| Arbitro: | De Santis (Tivoli) |

|  |           |             |
|  | Marcatori | 21’ Mascara |

### Coppa Italia

#### Fase a gironi
| Arbitro: | M. Mazzoleni (Bergamo) |

|                    |           |                                                       |
| Bruni 90+1’ (rig.) | Marcatori | 19’, 74’ Pinga 22’ Marazzina 48’ Mantovani 89’ Franco |

| Arbitro: | Bergonzi (Genova) |

|                                                      |           |                                            |
| Marazzina 23’, 82’ Mezzano 44’ Quagliarella 69’, 86’ | Marcatori | 16’ (rig.) Tavano 54’ Raggi 85’ Cappellini |

| Arbitro: | Collina (Viareggio) |

|                                           |           |                                            |
| Milito 7’ Cozza 16’ (rig.) Stellini 90+1’ | Marcatori | 10’ Mezzano 19’ (rig.) Pinga 34’ Marazzina |

#### Fase ed eliminazione diretta
| Arbitro: | Cassarà (Palermo) |

|            |           |  |
| Franco 71’ | Marcatori |  |

| Arbitro: | Dondarini (Finale Emilia) |

|                |           |                  |
| Tiribocchi 24’ | Marcatori | 4’ (rig.) Franco |

| Arbitro: | Castellani (Verona) |

|  |           |                      |
|  | Marcatori | 77’ Doni 88’ Kutuzov |

| Arbitro: | M. Mazzoleni (Bergamo) |

|             |           |                 |
| Kutuzov 59’ | Marcatori | 49’, 82’ Franco |

## Statistiche

### Statistiche di squadra
| Competizione | Punti | In casa | In casa | In casa | In casa | In casa | In casa | In trasferta | In trasferta | In trasferta | In trasferta | In trasferta | In trasferta | Totale | Totale | Totale | Totale | Totale | Totale | DR  |
| Competizione | Punti | G       | V       | N       | P       | Gf      | Gs      | G            | V            | N            | P            | Gf           | Gs           | G      | V      | N      | P      | Gf     | Gs     | DR  |
| ------------ | ----- | ------- | ------- | ------- | ------- | ------- | ------- | ------------ | ------------ | ------------ | ------------ | ------------ | ------------ | ------ | ------ | ------ | ------ | ------ | ------ | --- |
| Serie B      | 74    | 21      | 14      | 4       | 3       | 31      | 15      | 21           | 7            | 7            | 7            | 18           | 16           | 42     | 21     | 11     | 10     | 49     | 31     | +18 |
| Play-off     | -     | 2       | 1       | 0       | 1       | 2       | 2       | 2            | 2            | 0            | 0            | 3            | 1            | 4      | 3      | 0      | 1      | 5      | 3      | +2  |
| Coppa Italia | -     | 3       | 2       | 0       | 1       | 6       | 5       | 4            | 2            | 2            | 0            | 11           | 6            | 7      | 4      | 2      | 1      | 17     | 11     | +6  |
| Totale       | -     | 26      | 17      | 4       | 5       | 39      | 22      | 27           | 11           | 9            | 7            | 32           | 23           | 53     | 28     | 13     | 12     | 71     | 45     | +26 |

### Statistiche dei giocatori
| Giocatore            | Serie B+Play-off | Serie B+Play-off | Serie B+Play-off | Serie B+Play-off | Coppa Italia | Coppa Italia | Coppa Italia | Coppa Italia | Totale   | Totale | Totale      | Totale     |
| Giocatore            | Presenze         | Reti             | Ammonizioni      | Espulsioni       | Presenze     | Reti         | Ammonizioni  | Espulsioni   | Presenze | Reti   | Ammonizioni | Espulsioni |
| -------------------- | ---------------- | ---------------- | ---------------- | ---------------- | ------------ | ------------ | ------------ | ------------ | -------- | ------ | ----------- | ---------- |
| F. Balzaretti        | 38+4             | 1+1              | 3                | 0                | 7            | 0            | ?            | ?            | 49       | 2      | 3+          | 0+         |
| G. Berti             | 9                | -6               | 1                | 0                | -            | -            | -            | -            | 9        | -6     | 1           | 0          |
| S. Bianciardi        | 1                | 0                | 0                | 0                | 0            | 0            | 0            | 0            | 1        | 0      | 0           | 0          |
| L. Bongiovanni       | 1                | 0                | 0                | 0                | 1            | 0            | ?            | ?            | 2        | 0      | 0+          | 0+         |
| S. Bruno             | 14+2             | 3                | 1                | 0                | -            | -            | -            | -            | 16       | 3      | 1           | 0          |
| F. Carbone           | 15+3             | 0                | 0                | 0                | 2            | 0            | ?            | ?            | 20       | 0      | 0+          | 0+         |
| P. Codrea            | 35+4             | 1                | 8                | 0                | 5            | 0            | ?            | ?            | 44       | 1      | 8+          | 0+         |
| G. Comotto           | 35+2             | 1                | 14               | 1                | 7            | 0            | ?            | ?            | 44       | 1      | 14+         | 1+         |
| A. Conticchio        | 28+4             | 2                | 8                | 0                | 4            | 0            | ?            | ?            | 36       | 2      | 8+          | 0+         |
| D. De Ascentis       | 38+3             | 1                | 14               | 1                | 6            | 0            | ?            | ?            | 47       | 1      | 14+         | 1+         |
| A.M. Fontana         | 2                | -2               | 0                | 0                | 4            | -4           | ?            | ?            | 6        | -6     | 0+          | 0+         |
| J.M. Franco          | 15               | 0                | 1                | 0                | 4            | 5            | ?            | ?            | 19       | 5      | 1+          | 0+         |
| S. Giacchetta        | 12+3             | 0                | 0                | 0                | 1            | 0            | ?            | ?            | 16       | 0      | 0+          | 0+         |
| D. Humberto Foguinho | 13               | 1                | 1                | 0                | 7            | 0            | ?            | ?            | 20       | 1      | 1+          | 0+         |
| F. Maniero           | 27+2             | 6                | 2                | 0                | 6            | 0            | ?            | ?            | 35       | 6      | 2+          | 0+         |
| A. Mantovani         | 28+4             | 1                | 6                | 0                | 6            | 1            | ?            | ?            | 38       | 2      | 6+          | 0+         |
| M. Marazzina         | 37+4             | 14+2             | 3                | 0                | 4            | 4            | ?            | ?            | 45       | 20     | 3+          | 0+         |
| F. Marchetti         | 1                | -1               | 0                | 0                | 0            | 0            | 0            | 0            | 1        | -1     | 0           | 0          |
| C. Marinelli         | 16               | 1                | 0                | 1                | 0            | 0            | 0            | 0            | 16       | 1      | 0           | 1          |
| D. Martinetti        | 0                | 0                | 0                | 0                | 1            | 0            | ?            | ?            | 1        | 0      | 0+          | 0+         |
| L. Mezzano           | 29+2             | 0                | 6                | 0                | 5            | 2            | ?            | ?            | 36       | 2      | 6+          | 0+         |
| G. Mudingayi         | 23+4             | 1                | 11               | 0                | 4            | 0            | ?            | ?            | 31       | 1      | 11+         | 0+         |
| M. Peccarisi         | 33+3             | 0                | 9                | 0                | 6            | 0            | ?            | ?            | 42       | 0      | 9+          | 0+         |
| E. Pesaresi          | 10+1             | 0                | 2                | 0                | -            | -            | -            | -            | 11       | 0      | 2           | 0          |
| Pinga                | 40+4             | 8+1              | 5                | 0                | 4            | 3            | ?            | ?            | 48       | 12     | 5+          | 0+         |
| F. Quagliarella      | 34+2             | 7+1              | 4                | 0                | 4            | 2            | ?            | ?            | 40       | 10     | 4+          | 0+         |
| S. Rizzato           | 5                | 0                | 0                | 0                | 4            | 0            | ?            | ?            | 9        | 0      | 0+          | 0+         |
| S. Sorrentino        | 33+4             | -22-3            | 1                | 2                | 3            | -7           | ?            | ?            | 40       | -29    | 1+          | 2+         |
| T. Vailatti          | 10               | 0                | 0                | 1                | 2            | 0            | ?            | ?            | 12       | 0      | 0+          | 1+         |
| R. Vanin             | -                | -                | -                | -                | 1            | 0            | ?            | ?            | 1        | 0      | 0+          | 0+         |

## Giovanili

### Organigramma
- Allievi nazionali:
  - Allenatore: Maurizio Calamita
  - Massaggiatore: Marco Sega
  - Allenatore dei portieri:Mauro Deorsola

### Piazzamenti
- Primavera:
  - Campionato: 5º posto nel Girone A.
  - Coppa Italia:
  - Torneo di Viareggio: Quarti di finale
- Berretti:
  - Campionato: Quarti di finale
- Allievi nazionali:
  - Trofeo Città di Arco: 3º posto nel girone C di qualificazione.